# Філіпп (герцог Гольштейн-Готторпський)
Філіпп (нім. Philipp von Schleswig-Holstein-Gottorf; 10 серпня 1570 — 18 жовтня 1590) — 3-й герцог Гоштейн-Готторпу в 1587—1590 роках.

## Життєпис
Другий син Адольфа I, герцога Гольштейн-Готторпу, та Крістіни Гессенської. Народився 1568 року в Готторпі. 1586 року батько планував розділити герцогство між ним та його братом Фредеріком, але не встиг через смертт в жовтні того ж року. Тому усю владу спадкував Фредерік. Втім той раптово помер у червні 1587 року. Тому владу перебрав Філіпп.
Проте він стикнувся з опором станів герцогства, що виступали за принцип обрання монарха, а не спадковість передавання трону. Боротьба з ними тривала до 1590, року нарешті стани принесли присягу вірності герцогу. Але через тиждень Філіпп раптово помер. Похований в крипі кафедрального собору Св. Петра у Шлезвігу. Йому спадкував інший брат Йоганн Адольф.